# Aeroporto de Bela Vista
O Aeroporto de Bela Vista - Aeroporto Municipal de Bela Vista (IATA: ***, ICAO: SSBV) é um aeroporto localizado na cidade de Bela Vista em Mato Grosso do Sul. Situado a 270 quilômetros da capital Campo Grande.